# Alina Szuch
Alina Anatolijiwna Szuch (ukr. Алі́на Анато́ліївна Шу́х; ur. 12 lutego 1999 w Izmaile) – ukraińska lekkoatletka specjalizująca się w wielobojach, ale odnosząca także sukcesy w innych konkurencjach.
W pierwszym międzynarodowym starcie, latem 2015 roku, zdobyła brązowy medal mistrzostw świata juniorów młodszych w siedmioboju. Rok później została w tej konkurencji mistrzynią Europy juniorek młodszych. Jako 18-latka wzięła udział w halowych mistrzostwach Europy w Belgradzie (2017). W lipcu 2017 roku wygrała siedmiobój podczas juniorskich mistrzostw Europy. Kilka tygodni później wystartowała w mistrzostwach świata. Zimą 2018 była siódma w siedmioboju na halowych mistrzostwach świata, a latem tego roku została mistrzynią świata do lat 20 w rzucie oszczepem. Uczestniczka mistrzostw Europy w 2018 roku. Bez powodzenia brała udział w mistrzostwach Europy do lat 23 latem 2019 w Gävle.
Medalistka mistrzostw Ukrainy, reprezentantka kraju w meczach międzypaństwowych oraz drużynowych mistrzostwach Europy w wielobojach.
Rekordy życiowe: pięciobój (hala) – 4602 pkt. (31 stycznia 2020, Sumy); siedmiobój (stadion) – 6386 pkt. (16 sierpnia 2020, Łuck); rzut oszczepem – 56,54 (6 czerwca 2017, Łuck).

## Osiągnięcia
| Rok  | Impreza                                               | Miejsce    | Konkurencja                | Pozycja     | Wynik     |
| ---- | ----------------------------------------------------- | ---------- | -------------------------- | ----------- | --------- |
| 2015 | Mistrzostwa świata juniorów młodszych                 | Cali       | siedmiobój                 | 3. miejsce  | 5896 pkt. |
| 2015 | Olimpijski festiwal młodzieży Europy                  | Tbilisi    | bieg na 100 m przez płotki | eliminacje  | 14,42     |
| 2016 | Mistrzostwa Europy juniorów młodszych                 | Tbilisi    | siedmiobój                 | 1. miejsce  | 6186 pkt. |
| 2016 | Mistrzostwa Europy juniorów młodszych                 | Tbilisi    | rzut oszczepem             | 6. miejsce  | 54,00     |
| 2017 | Halowe mistrzostwa Europy                             | Belgrad    | pięciobój                  | 11. miejsce | 4377 pkt. |
| 2017 | Superliga drużynowych mistrzostw Europy w wielobojach | Tallinn    | siedmiobój                 | 1. miejsce  | 6208 pkt. |
| 2017 | Mistrzostwa Europy U20                                | Grosseto   | siedmiobój                 | 1. miejsce  | 6381 pkt. |
| 2017 | Mistrzostwa świata                                    | Londyn     | siedmiobój                 | 14. miejsce | 6075 pkt. |
| 2018 | Halowe mistrzostwa świata                             | Birmingham | pięciobój                  | 7. miejsce  | 4466 pkt. |
| 2018 | Mistrzostwa świata U20                                | Tampere    | rzut oszczepem             | 1. miejsce  | 55,95     |
| 2018 | Mistrzostwa świata U20                                | Tampere    | siedmióbój                 | –           | DNF       |
| 2018 | Mistrzostwa Europy                                    | Berlin     | siedmiobój                 | 15. miejsce | 5985 pkt. |
| 2019 | Halowe mistrzostwa Europy                             | Glasgow    | pięciobój                  | –           | DNF       |
| 2019 | Mistrzostwa Europy U23                                | Gävle      | siedmiobój                 | 15. miejsce | 5530 pkt. |